# Carl Gustaf von Rosen
Carl Gustaf Ericsson von Rosen (Flen, Södermanland, Zweden, 19 augustus 1909 - Gode, Ethiopië, 13 juli 1977) was een Zweeds aristocraat en pionier op het gebied van vliegen en humanitair werk. Hij maakte hulpvluchten tijdens een aantal conflicten en voerde gevechtsmissies uit voor Finland (waar zijn vader in 1918 het eerste militaire vliegtuig doneerde) en Biafra. Zijn vluchten voor de Biafraanse luchtmacht werden bekend om het gebruik van de kleine Malmö MFI-9 voor grondaanvallen.

## Jeugd en gezin
Von Rosen groeide op in kasteel Rockelstad. Hij was de zoon van ontdekkingsreiziger graaf Eric von Rosen (1879-1948), medeoprichter van het Nationaal-Socialistische Blok, en barones Mary Fock (1886-1967). Hij was een neef van Carin Göring, de vrouw van Hermann Göring. Gedurende zijn hele opvoeding had hij ernstige meningsverschillen met zijn familie; een auteur noemde hem zelfs het 'zwarte schaap van zijn familie'. Zijn broer Björn (1905-1989) was schrijver, grafisch kunstenaar en schilder, zijn zus Birgitta Wolf (1913-2009) was schrijfster en mensenrechtenactiviste.
Von Rosen was al op jonge leeftijd geïnteresseerd in mechanica. Zijn latere fascinatie voor vliegtuigen werd waarschijnlijk beïnvloed door zijn oom, die tijdens Eerste Wereldoorlog gevechtspiloot was (en later hoofd van de Duitse Luftwaffe).
Van 1920 tot 1926 ging hij naar de kostschool van Lundsberg en in 1929 naar de vliegschool van AB Aeromateriel. Datzelfde jaar haalde hij zijn vliegbrevet. In 1934 deed hij examen voor luchtvaartpiloot. Hij begon zijn vliegcarrière als monteur, voordat hij stuntpiloot werd bij een reizend circus.

## Tweede Italiaans-Ethiopische Oorlog
Toen het koninkrijk Italië in 1935 Ethiopië binnenviel, sloot Von Rosen zich aan bij de ambulancemissie van het Zweedse Rode Kruis. Hij haalde ook herhaaldelijk slachtoffers onder extreem gevaarlijke omstandigheden van het slagveld. Hierbij liep hij brandwonden op door het gebruik van mosterdgas door de Italiaanse luchtmacht.
Na zijn terugkeer uit Ethiopië ging hij naar Nederland om bij de Koninklijke Luchtvaart Maatschappij (KLM) te gaan werken. Hij werd daar een van de belangrijkste piloten. In 1938 trouwde hij met KLM-stewardess Hanny Krijgsman.

## Tweede Wereldoorlog
Toen de Sovjet-Unie in 1939 tijdens de Winteroorlog Finland aanviel, zegde Von Rosen zijn baan op om gevechtsmissies voor Finland uit te voeren. Hij kocht een KLM DC-2, liet deze in Zweden ombouwen tot bommenwerper en voerde er in maart 1940 een operationele missie mee uit tegen de Sovjet-Unie. Later dat jaar, toen de Duitsers Nederland aanvielen, vloog Von Rosen met een Nederlandse KLM-bemanning in een DC-3 met Nederlandse overheidsdocumenten naar Engeland en diende een verzoek in om bij de RAF te dienen. Zijn verzoek werd afgewezen vanwege zijn familierelatie met Hermann Göring. Van augustus 1940 tot het einde van de oorlog bleef Von Rosen vliegen voor de Zweedse luchtvaartmaatschappij AB Aerotransport (ABA).

## Naoorlogse activiteten
Tussen 1945 en 1956 werkte Von Rosen in Ethiopië als hoofdinstructeur voor de Imperial Ethiopian Air Force. Daarna ging hij werken bij de Zweedse chartermaatschappij Transair. Het bedrijf werd door de Verenigde Naties ingeschakeld tijdens de Congocrisis van 1960. Von Rosen diende ook als piloot voor de tweede secretaris-generaal van de Verenigde Naties, Dag Hammarskjöld. Hij raakte echter door ziekte aan de grond toen Hammarskjöld omkwam bij een vliegtuigongeluk, terwijl hij aan het bemiddelen was in de Congocrisis.

## Biafra-oorlog

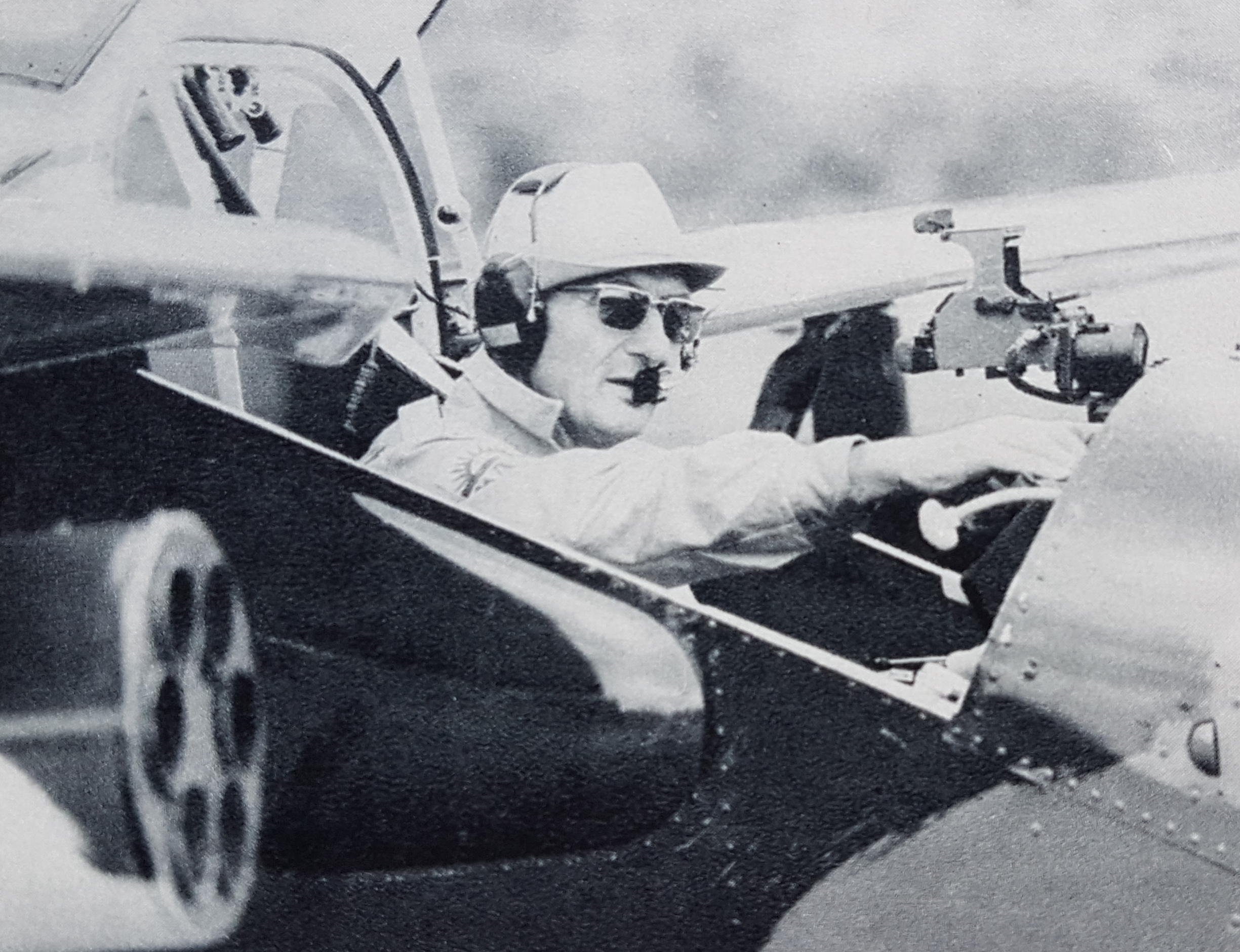
Von Rosen in een MFI

Zeven jaar later verwierf Von Rosen internationale bekendheid toen hij missies uitvoerde voor hulporganisaties in het door oorlog verscheurde Biafra, een afgescheiden republiek van Nigeria. Walgend van het leed dat de Nigeriaanse regering de Biafranen had aangedaan en van de voortdurende intimidatie van internationale hulpvluchten door de Nigeriaanse luchtmacht, bedacht hij in samenwerking met de Franse geheime dienst een plan om de luchtmacht terug te pakken. Hij importeerde vijf kleine, civiele eenmotorige Malmö Flygindustri MFI-9-vliegtuigen, liet die in camouflagekleuren schilderen en uitrusten met in licentie vervaardigde 68 mm SNEB-raketten. Met een bemanning van twee Zweden en twee Biafranen vormde hij een squadron genaamd 'Biafra Babies'. In mei 1969 voerden Von Rosen en zijn vijf vliegtuigen aanvallen uit op de Nigeriaanse vliegvelden van Port Harcourt, Enugu, Benin en andere kleine vliegvelden. De Nigerianen werden verrast en een aantal dure straaljagers werd op de grond vernietigd, waaronder een paar MiG-17-jagers en drie van de zes Nigeriaanse Iljoesjin Il-28-bommenwerpers. De Igbo-intellectueel Fola Oyewole die voor Biafra vocht, herinnerde zich dat van alle westerlingen die met de Biafranen dienden, Von Rosen de meest idealistische was en degene die het meest om de Igbo's als volk gaf.
Von Rosen zou later herinnerd worden om zijn inspanningen om de hulpverlening in afgelegen conflictgebieden te moderniseren. Een van de bekende figuren die Von Rosen hielp, was Lynn Garrison, een voormalig gevechtspiloot van de RCAF. Hij liet Von Rosen kennismaken met een Canadese methode om zakken met voedsel af te leveren in afgelegen gebieden zonder dat de inhoud verloren ging: een zak met voedsel werd in een grotere zak geplaatst vóór de levering. Als het pakket op de grond viel, scheurde de binnenzak, maar bleef de inhoud in de buitenzak intact. Op deze manier werden tonnen voedsel afgeleverd bij de Biafranen, die anders de hongerdood zouden zijn gestorven.

## Terug naar Ethiopië

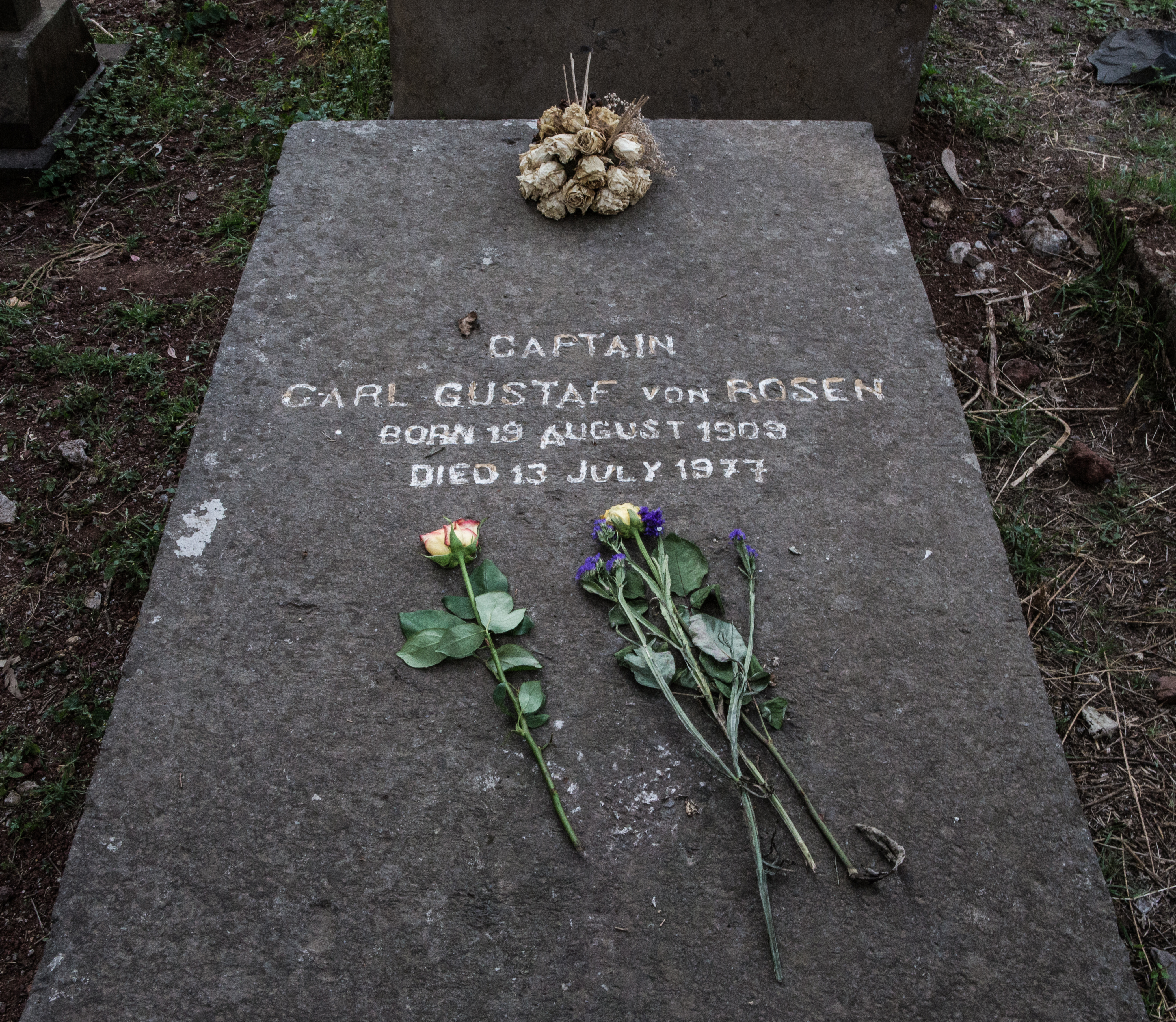
Graf van Carl Gustaf von Rosen in Addis Abeba, Ethiopië

Van 1974 tot 1977 vloog Von Rosen met hulpgoederen voor slachtoffers van hongersnood en droogte in Ethiopië. De laatste keer dat hij in actie kwam, was in 1977 tijdens de Ogaden-oorlog tussen Ethiopië en Somalië. Hij vloog opnieuw met hulpgoederen voor vluchtelingen tijdens de hongersnood en werd op 13 juli 1977 op de grond gedood tijdens een plotselinge aanval van het Somalische leger in Gode.
Von Rosen werd begraven op de Gulale-begraafplaats in Addis Abeba.

## Persoonlijk leven
Von Rosen was drie maal getrouwd: van 1932 tot 1936 met Stina Maria Theresia (Mille) Wijkmark (1911-1994); van 1938 tot 1943 met Johanna (Hanny) Franciena Krijgsman (1912-1949); in 1943 met Gunvor Lilian Martin (1917-2009). Hij kreeg zes kinderen: Nils Gustaf (geboren 1932), Margaretha (geboren 1938), Yvonne (geboren 1940), Astrid (geboren 1945), Eric (geboren 1950) en Carl (geboren 1953).

## Prijzen
Prijzen van Von Rosen:
- Ridder in de Orde van Vasa
- Commandeur in de Orde van Menelik II
- 3e Klasse van de Orde van het Vrijheidskruis met zwaarden
- Finse oorlogsherdenkingsmedaille met zwaarden en staaf
- Finse medische zilveren medaille
- Koninklijke Zweedse Aeroclub gouden medaille met vleugels en zilveren medaille
- Gouden medaille
- Ethiopische Rode Kruis Gouden Medaille
- Ethiopische gouden medaille

## Boeken en artikelen
- Oyewole, Fola (1975). Scientists and Mercenaries. Transition (48): 59–65. DOI: 10.2307/2935065.

- Bibsys: 90881218
- Bibliothèque nationale de France: cb167564103 (data)
- Gemeinsame Normdatei: 1236407687
- International Standard Name Identifier: 0000 0000 6785 7050
- Library of Congress Control Number: no96008378
- Nationale bibliotheek van Australië: 35857475
- Nederlandse Thesaurus van Auteursnamen: 340421495
- LIBRIS: 279086
- Système universitaire de documentation: 081907451
- Trove: 1118549
- Virtual International Authority File: 93598077
- WorldCat: E39PBJqvWXpBBDtBR3K9Xm8XBP